# دوغ أور
دوغ أور (بالإنجليزية: Doug Orr)‏ هو لاعب كرة قدم بريطاني في مركز الهجوم، ولد في 8 نوفمبر 1937 في غلاسكو في المملكة المتحدة. لعب مع كوينز بارك رينجرز.